# Dom Development
Grupa Kapitałowa Dom Development S.A. – przedsiębiorstwo deweloperskie z siedzibą w Warszawie działające od 1996 roku. Realizuje inwestycje w Warszawie, Trójmieście i okolicach (poprzez przejętą w 2017 spółkę Euro Styl S.A.), we Wrocławiu (poprzez Dom Development Wrocław Sp. z o.o.) oraz w Krakowie (poprzez Dom Development Kraków sp. z o.o.). Grupa jest członkiem założycielem Polskiego Związku Firm Deweloperskich. Od 10 października 2006 spółka jest notowana na Giełdzie Papierów Wartościowych w Warszawie. Wchodzi w skład indeksów: WIG140,  mWIG40TR,  WIGdiv,  WIG-Poland, WIG-nieruchomości,  mWIG40,  WIG,  GPWB-CENTR,  CEEplus. Większościowym akcjonariuszem spółki jest Groupe Belleforêt S.à r.l z siedzibą w Luksemburgu, w którego posiadaniu znajduje się 54,81% akcji.
Oferta spółki skierowana jest do klientów indywidualnych. Obejmuje ona budynki wielorodzinne. Grupa posiada także w ramach swojej struktury firmę wykonawczą Dom Construction Sp. z o.o., która realizuje część jej inwestycji jako generalny wykonawca. W 2019 roku Grupa Dom Development sprzedała łącznie 3661 lokali netto.
Dom Development jest założycielem Fundacji Dom Development City Art promującej sztukę w przestrzeni miejskiej.

## Wybrane nagrody[8]
- I miejsce w kategorii „Relacje z Inwestorami” w plebiscycie Giełdowa Spółka Roku 2018 organizowanym przez redakcję Pulsu Biznesu (2019)
- Developer of the Year w ramach CiJ Awards (2017)
- Nagroda w Konkursie Twórcy Przestrzeni – nagroda Rzeczpospolitej przyznawana za realizację inwestycji o znaczących wartościach architektonicznych, doskonale wpisujących się w koncepcję i styl Żoliborza (2018)
- Nagroda im. B. i S. Brukalskich za najlepszą architekturę Żoliborza w latach 2014–2017, wyróżnienie za unikalny projekt III etapu inwestycji w ramach Konkursu przyznającego Nagrodę Architektoniczną Prezydenta m.st. Warszawy (2017)
- Nagroda w IX Edycji Konkursu Złota Strona Emitenta organizowanego przez Stowarzyszenie Emitentów Giełdowych (2016)
- Residential Affordable Development of the Year w ramach CiJ Awards 2015
- Nagroda Premium Brand (2015)
- Najciekawszy Projekt Architektoniczny – dla konceptu Żoliborz Artystyczny w ramach Rankingu Inwestycji Deweloperskich Otodom.pl (2015)
- Nominacja do Nagrody Roku SARP (2014)
- Tytuł Deweloper Roku przyznawany przez Gazetę Finansową (2014)
- Developer of the Year w ramach CiJ Awards (2013)
- Tytuł Deweloper Mieszkaniowy Roku przyznawany przez Eurobuild CEE (2012)
- Nagroda Mieszkaniowa Marka Roku w Rankingu firmy Nowy Adres SA (2011)
- Prestiżowy tytuł Dewelopera dekady przyznany przez Eurobuild CEE (2010)
- Pierwsze miejsce w rankingu 50 największych europejskich deweloperów (2010)